# Cannonball (píseň)
Cannonball je píseň od dua Showtek ve spolupráci s Justinem Primem. Vydána byla 29. listopadu 2012 ve vydavatelství Spinnin´ Records.
Tato píseň je v kompilačním albu FMIF! 2013 francouzského DJ Davida Guetty, v některých verzích je místo ní Vertigo od Daddy’s Groove.

## Ohlasy
V Belgii byla 5. v seznamu Ultratop 50 a 7. v seznamu Ultratop 40.
Ve Francii byla 45. v seznamu SNEP.
V Nizozemsku byla 5. v seznamu Dutch Top 40.
Všechny pozice jsou nejlepší, platí v období 2012-2013.

## Cannonball (Earthquake)
Cannonball (Earthquake) je vokálová verze Cannonballu ve spolupráci se zpěvákem Matthewem Koma. Píseň vyšla 16. prosince 2013 ve vydavatelství Spinnin´ Records.

### Remixy
- Kryder Remix
- Yellow Claw Remix
- Lazy Rich Remix
- Matrix & Futurebound Remix
- Loopers Remix
- Brooks Remix

### Ohlasy
Ve Skotsku byla 19. v seznamu Scottisch Singles Top 40. V USA byla 24. v seznamu Dance/Electronic Songs. Ve Velké Británii byla 29. v seznamu UK Singles Chart a 12. v seznamu UK Dance Chart. Všechny pozice jsou nejlepší, platí pro rok 2014.